# Robert Stewart, viscount Castlereagh
Henry Robert Stewart, viscount Castlereagh, senere 2. marquis af Londonderry (født 18. juni 1769 i grevskabet Down i Irland, død 12. august 1822 i Kent) var en engelsk statsmand.
Castlereagh var af en gammel oprindelig skotsk adelsslægt og blev allerede 1790 valgt til det irske Underhus efter en valgkamp, der kostede 30000 (efter en anden Opgivelse endog 60000) £ og næsten ødelagde slægtens Formue. Han hørte som Lord Stewart til den irske opposition, understøttede loven om de katolske grundejeres valgret og var talsmand for
katolikkernes ligestilling.
Ved faderens ophøjelse til jarl fik han 1796 titlen viscount C., sluttede sig til regeringen og blev 1797 irsk seglbevarer og 1798 oversekretær hos vicekongen; han viste i denne stilling stor forvaltningsdygtighed og arbejdslyst, men tillige udpræget aristokratiske grundsætninger; havde væsentlig del i at undertrykke opstanden i Irland og derefter gennemføre ved udstrakt
bestikkelse med penge og æresposter unionen med Storbritannien 1800.
Han fik derefter sæde i det fælles Underhus (senere valgt til 1821, om end i skiftende kredse) og ligeledes i den fælles regering indtil Pitts afgang marts 1801. 1802 overtog han under Addington posten som minister for Indien og beholdt den, da Pitt 1804 igen overtog Styret, ja blev juli 1805 desuden krigsminister indtil Pitts død jan. 1806.
I april 1807 overtog han igen denne stilling og viste sin gamle kraft og dygtighed; han ordnede togene til København og Portugal i god forstaaelse med Canning; men efter det ulykkelige tog til Walcheren, som Castlereagh havde ledet paa egen Haand,
kom det til et åbent brud imellem dem, og efter en duel udtrådte de begge af regeringen september 1809.
I de følgende år understøttede C. sine eftermænds krigspolitik, og i februar 1812 blev han udenrigsminister og desuden Underhusets – og dermed regeringens – leder til sin død. Han var sjælen i den europæiske koalition mod Napoleon, og hans udholdenhed havde væsentlig del i dennes fald; fra januar 1814 fulgte han med de forbundne Hære i Frankrig og tog del i kongressen i Chatillon og i fredsslutningen i Paris.
Også på kongressen i Wien tog han sæde; hans mål var at sikre den politiske ligevægt i Europa, og han var villig til at udvide både Preussen og Østrig (for dettes Skyld ofrede han Italiens Frihed), men ønskede også at genoprette Polen som en bom mod Rusland. Da der ikke viste sig udsigt til enighed, tog han ikke i betænkning i 1815 at slutte Forbund med Frankrig og Østrig imod Preussen og Rusland.
Han kunde dog ikke opnå tilslutning til sin plan om Polen og måtte til sidst lade den falde. Derimod vilde han ikke lade England tiltræde den hellige Alliance. Indadtil var han Bærer for den strenge Toryisme, der modsatte sig ethvert Fremskridt, og undertrykte med Haardhed al fri Rørelse i Folket. Den hovmodige Ringeagt han nærede for Almuen, gengældtes af denne med et bittert Had.
Følelsen heraf i Forbindelse med Overanstrengelse ved sin omfattende Embedsgerning og Sorg over Englands ringe Anseelse i Udlandet – Østerrigs Intervention i Syditalien 1821 foretoges imod hans Indsigelse – fremkaldte hos C., der samme år ved faderens død var blevet markis af Londonderry, et mørkt Tungsind, saa at han overalt saa sig truet af Fjender og Sammensværgelser. Netop som han var i Færd med at rejse til Kongressen i Verona, tog han Livet af sig ved at skære Halsen over med en Pennekniv. Hans Død hilstes med Jubel af de lavere Samfundsklasser, og ved Jordefærden haanedes Liget med Skældsord; det bisattes i Westminster Abbey midt imellem Pitt og Fox.